# Phebalium elegans
Phebalium elegans är en vinruteväxtart som beskrevs av Paul G. Wilson. Phebalium elegans ingår i släktet Phebalium och familjen vinruteväxter. Inga underarter finns listade i Catalogue of Life.